# Red Dead Online
Red Dead Online es un videojuego de acción-aventura de mundo abierto multijugador de 2019 desarrollado y publicado por Rockstar Games como el componente en línea de Red Dead Redemption 2. Después de varios meses en beta, se lanzó para PlayStation 4 y Xbox One en mayo de 2019, y para Windows y Stadia en noviembre de 2019. En diciembre de 2020 se lanzó un cliente independiente para el juego. En Red Dead Online, los jugadores controlan a un protagonista silencioso personalizable que es liberado de prisión después de ser incriminados por asesinato y encargados de vengarse a cambio de demostrar su inocencia. Ambientado en 1898, un año antes de los eventos de Red Dead Redemption 2, el juego comprende misiones de historia en las que hasta cuatro jugadores pueden completar tareas para avanzar en la narrativa, así como varias misiones secundarias y eventos.
Al igual que el juego para un jugador, Red Dead Online se presenta a través de las perspectivas primera y tercera persona, y los jugadores pueden deambular libremente en su mundo abierto interactivo. Los elementos del juego incluyen tiroteos, caza, montar a caballo, interactuar con personajes que no son jugadores y mantener el índice de honor del personaje a través de elecciones morales y acciones. Un sistema de recompensas rige la respuesta de las fuerzas del orden y los cazarrecompensas a los delitos cometidos por los jugadores. Los jugadores pueden atravesar el mundo abierto solos o en una pandilla de hasta siete jugadores, con o contra los cuales pueden participar en actividades organizadas. Desarrollado en conjunto con la historia para un solo jugador, "Red Dead Online" fue visto como un producto separado a pesar de los deseos del equipo de desarrollo de traducir elementos de un solo jugador a un entorno multijugador. El equipo aprendió lecciones del modo multijugador de Red Dead Redemption y Grand Theft Auto Online.
Red Dead Online recibió críticas en el lanzamiento por equilibrar la jugabilidad y la moneda del juego; las actualizaciones posteriores abordaron los problemas. Recibió respuestas positivas con elogios por su presentación de misiones, eventos cooperativos y mejoras técnicas. Al igual que Grand Theft Auto Online, el juego recibió varias actualizaciones que agregaron contenido nuevo, incluidos varios roles que los jugadores pueden seleccionar para obtener recompensas adicionales. La recepción del contenido posterior al lanzamiento fue en general positiva, con elogios dirigidos a las adiciones más importantes, aunque la falta de contenido nuevo con el tiempo generó algunas críticas. La última actualización importante se lanzó en julio de 2021, ya que Rockstar retiró más tarde los recursos de desarrollo para centrarse en el próximo juego de Grand Theft Auto VI.

## Jugabilidad
Red Dead Online es el componente multijugador del videojuego de 2018 Red Dead Redemption 2. Jugado desde una perspectiva en primera o tercera persona, el juego se desarrolla en un entorno de mundo abierto que presenta una versión ficticia de los Estados Unidos. La progresión del jugador en la historia de un solo jugador no afecta el juego de varios jugadores. Al ingresar al mundo del juego, los jugadores personalizan un personaje y son libres para explorar el entorno solos o en un grupo de "pandilla". Los jugadores pueden participar en actividades organizadas con o contra miembros de su pandilla, o contra otros grupos. A medida que los jugadores completan actividades en todo el mundo del juego, reciben puntos de experiencia para subir de rango a sus personajes y recibir bonificaciones, lo que les permite progresar en el juego. Los campamentos se pueden establecer temporalmente en todo el mundo, ya sea para un jugador individual o para un grupo, donde los jugadores pueden descansar, acceder a su guardarropa, hacer manualidades, cocinar y viajar rápido. Los caballos son el principal medio de transporte, de los cuales existen diversas razas, cada una con atributos diferentes. Los jugadores deben entrenar o domar un caballo salvaje para usarlo. El mayor uso de un caballo iniciará un proceso de vinculación, que se puede aumentar limpiándolo y alimentándolo, y el jugador adquirirá ventajas mientras monta su caballo. Los jugadores deben asegurar su caballo para que sane con el tiempo y pueda reaparecer.
Dispersas por todo el mundo del juego hay misiones de historia en las que cuatro jugadores completan tareas para avanzar en la narrativa del juego. El mundo del juego también presenta eventos en los que pueden participar hasta 32 jugadores individualmente o con un grupo de pandillas. Los tipos de eventos incluyen un modo de combate a muerte sin armas de fuego y un modo de carrera a caballo. Los jugadores reciben una notificación cuando comienza un evento competitivo en algún lugar del mundo del juego y se les da la opción de viajar inmediatamente al evento. Alternativamente, los jugadores pueden unirse a eventos específicos a voluntad. Los eventos externos, personaje no jugador ("extraños") en el mundo del juego ofrecen misiones, como asesinatos por encargo o asaltos a campamentos. Hasta cuatro jugadores pueden unirse a un grupo de pandilla ad hoc temporal durante la duración de una sesión de juego. Alternativamente, por una tarifa, hasta siete jugadores pueden unirse a una pandilla persistente que se regenera cuando su líder se conecta. Dentro de una pandilla persistente, los jugadores pueden personalizar el estilo del grupo y realizar un seguimiento de las estadísticas de los jugadores. Fuego amigo se puede desactivar para que los compañeros de equipo no se lastimen entre sí. Si dos jugadores continúan matándose entre sí, el juego presenta dos modos opcionales: parlamentar, en el que los jugadores no pueden interactuar entre sí por un corto período de tiempo; y enemistad, donde los dos jugadores participan en un tiroteo de tres minutos.
Red Dead Online agrega varios sistemas nuevos además de la jugabilidad del modo para un jugador. Además del dinero en efectivo del juego, que se puede usar para suministros, "En línea" agrega oro, una segunda moneda del juego que se usa para comprar artículos de lujo y especiales, y fichas, que se obtienen desbloqueando rangos de roles y se pueden usar para comprar artículos específicos de roles. Los jugadores adquieren pepitas de oro al completar desafíos y pueden convertir 100 pepitas en lingotes de oro. En lugar de tener que viajar a la tienda de una ciudad, los jugadores en línea pueden pedir suministros en cualquier lugar desde un catálogo portátil. Los pedidos estarán disponibles para su recogida en la oficina de correos de cualquier ciudad o en el campamento del jugador. Online presenta "cartas de habilidad", en las que los jugadores pueden activar un poder activo y tres pasivos para sus personajes. Los jugadores reciben estas tarjetas al subir de rango o comprarlas directamente, y luego pueden actualizar las tarjetas con moneda del juego y puntos de experiencia. Red Dead Online utiliza el sistema de Honor de la historia de un solo jugador, midiendo cómo se perciben las acciones del jugador en términos de moralidad. Las elecciones y acciones moralmente positivas, como ayudar a los extraños y cumplir la ley, se sumarán al Honor del jugador, mientras que las acciones negativas, como el robo y lastimar a inocentes, se restarán del Honor del jugador. Algunas misiones de historia solo se pueden iniciar si el Honor del jugador está en un nivel particular.

## Sinopsis

### A Land of Opportunity
La narración tiene lugar en 1898, un año antes de los acontecimientos de Red Dead Redemption 2. El jugador asume el papel de un protagonista silencioso que es arrestado por asesinato y encarcelado en la Penitenciaría de Sisika. Seis meses después de su sentencia y en espera de ejecución, su transporte penitenciario es asaltado por una banda de sicarios. Su líder, Horley, acompaña al jugador hasta su empleador, la viuda Jessica LeClerk, quien revela que el jugador fue injustamente acusado de asesinar a su esposo Philip, quien sospecha que en realidad fue asesinado por sus socios comerciales: el banquero Jeremiah Shaw, los terratenientes Amos y Grace Lancing. , y el hermano de Grace, el forajido Teddy Brown, con el objetivo de hacerse cargo de todo el negocio. Jessica solicita la ayuda del jugador para vengar la muerte de Philip a cambio de demostrar su inocencia y les permite irse.
Después de que el jugador recibe un campamento y algo de trabajo, se encuentra con Horley en Blackwater; les aconseja que trabajen con los alguaciles locales y ganen algo de dinero mientras investiga el asesinato de Philip. Eventualmente, Horley le dice al jugador que busque trabajo con U.S. Marshal Tom Davies o el mercenario Samson Finch, dependiendo del nivel de honor del jugador. Si el jugador tiene un alto honor, Davies recluta a la pandilla del jugador para unirse a la búsqueda del bandido mexicano Alfredo Montez; con poco honor, Finch hace que la pandilla del jugador demuestre su valía para un próximo trabajo ayudándolo a robar una fábrica durante una huelga laboral y vengarse de su excompañero, que está protegido por una guarnición corrupta.
Después de cualquier serie de eventos, la pandilla del jugador se reúne con Horley y Jessica para ayudarlos a matar a Teddy Brown, quien se esconde con su pandilla cerca del abandonado Fort Mercer. Con la ayuda de las autoridades locales, la pandilla del jugador asedia el fuerte y elimina a los hombres de Brown, antes de capturar al propio Brown, quien luego es rápidamente asesinado por Jessica. Luego, el jugador continúa trabajando para Davies o Finch, ayudando al primero a lidiar con las represalias de la pandilla de Montez, o ayudando al segundo con un robo a un banco en Saint Denis.
Mientras tanto, Amos y Shaw intentan finalizar su adquisición del negocio de Philip obligando a Jessica a firmar un contrato falsificado. Acompañada por Horley y la pandilla del jugador, Jessica se encuentra con los dos hombres y sus guardaespaldas en Blackwater. Cuando Amos niega cualquier participación en la muerte de Philip, Jessica, enfurecida, lo mata a tiros con una pistola escondida en su bolso. La pandilla del jugador recupera el contrato de Shaw y escolta a Jessica y Horley fuera de Blackwater. Con solo Grace para vengar a Philip, Jessica promete hacerlo algún día y lamenta que su venganza haya llevado a que tanto ella como Horley se conviertan en fugitivos. Luego agradece a la pandilla del jugador por su ayuda y les informa que se entregará la evidencia que limpia su nombre, antes de irse con Horley para esconderse.

### A Life of 'Shine
A Life of 'Shine' es un capítulo de la historia agregado en diciembre de 2019. El personaje del jugador es presentado a "Lightning" Maggie Fike, quien una vez controló el negocio de alcohol ilegal en Lemoyne pero desapareció después de caer en conflicto con agentes de ingresos dirigidos por el despiadado Reid Hixon. Maggie convence al jugador para que financie su nueva operación y la ayude a vengarse de Hixon. El jugador rescata al sobrino de Maggie, Lem, de los recaudadores de impuestos, atrayendo la atención de la familia Braithwaite en bancarrota, que se ha dedicado a la clarificación ilegal y reclutó al ex cocinero de Maggie, Danny-Lee Caton, para supervisar la producción. Los Braithwaite amenazan con tomar represalias después de que el jugador sabotea su operación ilegal, mientras que Hixon se entera del negocio revivido de Maggie y embosca al jugador y a Lem en un trabajo. Para lidiar con sus dos enemigos simultáneamente, Maggie organiza una supuesta reunión de paz con los Braithwaite y, de forma anónima, avisa a Hixon. En la reunión, Hixon arresta al jugador, Lem y Danny-Lee, pero logran escapar después de que Lem detone una bomba improvisada usando el alcohol ilegal en su vagón. Con la ayuda de Lem, el jugador mata a Hixon y captura a Danny-Lee, devolviéndole a Maggie, quien le permite irse con la condición de que desaparezca para siempre. Luego, el jugador vuelve a producir alcohol ilegal con Maggie y Lem.

## Desarrollo
Red Dead Online fue desarrollado por Rockstar Games junto con la historia para un jugador; El equipo de desarrollo consideró tanto el modo para un jugador como el multijugador al crear el mundo, pero se centró en el primero. Aunque Red Dead Online y Red Dead Redemption 2 comparten activos y jugabilidad, Rockstar los ve como productos separados con trayectorias independientes, lo que se refleja en su decisión de lanzar el título multijugador por separado. El equipo de desarrollo tomó las lecciones aprendidas del multijugador de Red Dead Redemption (2010) y las aplicó con los mejores elementos de Grand Theft Auto Online (2013), particularmente en con respecto a la introducción de elementos narrativos en un título multijugador. El equipo buscó traducir elementos de la historia de un solo jugador a "Red Dead Online", revisándolos para un espacio en línea. El productor Rob Nelson sintió que, si bien la experiencia del equipo en Grand Theft Auto Online ayudó con los cimientos de Red Dead Online, las diferencias en la dirección, el ritmo y la escala exigían un enfoque general diferente, que poco a poco guiaba al jugador. en el mundo con pasos más pequeños en lugar del ritmo rápido de Grand Theft Auto Online.
La beta pública de Red Dead Online se abrió el 27 de noviembre de 2018 para los jugadores que poseían una edición especial del juego base y luego se abrió progresivamente a todos los propietarios. El lanzamiento progresivo fue una elección de Rockstar para mitigar cualquier problema importante de rendimiento por la afluencia de jugadores. Rockstar agregó y adaptó varios modos durante la etapa beta, e hizo cambios en el equilibrio y la economía. La progresión del jugador en la versión beta pública se mantuvo cuando la versión beta finalizó el 14 de mayo de 2019. Red Dead Online implementa microtransacciones al permitir que los jugadores compren lingotes de oro para artículos del juego, como armas y cosméticos. Rockstar había adoptado un enfoque similar para Grand Theft Auto Online. Rockstar donó el cinco por ciento de los ingresos del juego generados en Red Dead Online y Grand Theft Auto Online en abril y mayo de 2020 a esfuerzos de ayuda de la pandemia de COVID-19. Cada uno de sus nueve estudios en todo el mundo donó a organizaciones benéficas locales. Rockstar cerró el juego durante dos horas el 4 de junio de 2020 para honrar el memorial de George Floyd. El 1 de diciembre de 2020 se lanzó un cliente independiente para Red Dead Online, que no requiere el juego básico Red Dead Redemption 2, para PlayStation 4, Windows, y Xbox One.

### Contenido adicional
| 2019 | Frontier Pursuits |
| 2019 | Moonshiners       |
| 2020 | The Naturalist    |
| 2020 | Bounty Hunters    |
| 2021 | Blood Money       |

Se agregó contenido posterior al lanzamiento a "Red Dead Online" a través de actualizaciones de título gratuitas. Rockstar planeó evolucionar el mundo con el tiempo, incluida la expansión de los negocios en el juego del jugador de un pequeño campamento a una empresa más grande. Rockstar tenía la intención de agregar más elementos de juegos de rol a "Red Dead Online" con el tiempo, incluyendo funciones y misiones adicionales. Uno de los mayores desafíos del equipo fue la adición de experiencias que permitan la libertad del jugador sin demasiada estructura. La primera actualización del mundo del juego fue en diciembre de 2018, en la que los salones tocaban música navideña. Para coincidir con el lanzamiento completo en mayo de 2019, Rockstar lanzó una actualización que agregó nuevas misiones de historia, eventos dinámicos, actividades libres y póker.
La actualización Frontier Pursuits, lanzada el 10 de septiembre de 2019, implementó tres nuevos roles: cazarrecompensas, donde los jugadores obtienen recompensas al rastrear objetivos; comerciante, donde los jugadores recolectan y venden artículos para expandir su campamento en un negocio; y coleccionista, centrado en descubrir objetos coleccionables utilizando elementos como un detector de metales y binoculares. El equipo de desarrollo implementó roles como resultado de las frecuentes solicitudes de los jugadores de una conexión más fuerte con su personaje, brindando acción de alto riesgo para la caza de recompensas o una exploración más lenta como coleccionista; Nelson señaló que el equipo disfrutó de la inmersión en los mundos abiertos de Rockstar y quería extrapolar ese sentimiento a personajes personalizados. La trayectoria de los roles es intencionalmente más lenta que la de las misiones de Grand Theft Auto Online, y cada rol se estableció originalmente para tener sucesores lógicos que promuevan gradualmente el éxito financiero de los jugadores. La actualización agregó un Outlaw Pass, que otorga a los jugadores acceso a recompensas adicionales por un precio en el juego, y una promoción limitada llamada Wheeler, Rawson & Co Club, donde los jugadores pueden desbloquear recompensas específicas a medida que ganan experiencia. Con cada uno de los roles, a los jugadores se les asignan tareas especiales por un tiempo limitado, como Legendary Bounties para cazarrecompensas y artículos específicos para coleccionistas. Fear of the Dark, un evento limitado para Showdown Mode, se agregó para Halloween en octubre y noviembre, dividiendo a los jugadores en Hunters y Night Stalkers. La actualización Moonshiners, agregada el 13 de diciembre de 2019, introdujo moonshiner como una extensión del rol de comerciante, enfocándose en producir, administrar y distribuir alcohol ilegal. La actualización incluyó contenido adicional, como la primera propiedad adquirible y un nuevo Outlaw Pass. Para celebrar la Navidad en diciembre de 2019, Rockstar otorgó suministros gratuitos a los jugadores y agregó un período temporal de nevadas.
The Naturalist, lanzado el 28 de julio de 2020, agregó un quinto rol, que gira en torno a jugadores que rastrean animales para estudiarlos o cazarlos. La actualización agregó ropa nueva, animales y un Outlaw Pass. El equipo disfrutó de la mecánica de caza de animales de un solo jugador y sintió que podría imitarse efectivamente en "Red Dead Online". La función de estudios de vitalismo del naturalista, que permite a los jugadores asumir temporalmente el control de un animal, fue vista como una experiencia que "[dobla] la realidad" en contraste con el tono que de otro modo estaría conectado a tierra. Para Halloween en octubre de 2020, Rockstar agregó un nuevo modo, Dead of Night, en el que los jugadores luchan contra zombis. El Halloween Pass, que estuvo disponible del 20 de octubre al 16 de noviembre, agregó varias recompensas con temas de Halloween, incluidas máscaras de caballos, gestos y variaciones de armas. El equipo sintió que los eventos reflejaban algunos de los misterios presentes en el modo para un jugador. La actualización "Bounty Hunters" se lanzó simultáneamente con el cliente independiente en diciembre de 2020, agregando nuevos rangos al rol de cazarrecompensas y tres objetivos adicionales para rastrear, así como un nuevo Outlaw Pass y artículos de bonificación. Las nevadas regresaron para la Navidad de 2020, junto con una variante adicional de armas y pistolas. Se agregaron tres misiones en solitario el 16 de febrero de 2021; Rockstar tenía la intención de agregar más en el futuro. Se agregaron ocho carreras de caballos el 25 de mayo de 2021.
Blood Money se estrenó el 13 de julio de 2021; anteriormente se detalló en mayo y junio, seguido de un anuncio oficial y un tráiler el 6 y 7 de julio. Agregó misiones centradas en el inframundo criminal, con jugadores que ayudaron a Guido Martelli a crear su propia red criminal en Saint Denis. La actualización fue el resultado de que los desarrolladores querían más experiencias criminales. Martelli, un personaje al que se hace referencia originalmente en un jugador, se agregó para ganar consistencia entre los dos modos. La actualización agregó la capacidad de robar casas y campamentos. Tanto en las misiones como en el modo libre, los jugadores pueden encontrar Capitale, un bien valioso buscado por Martelli que intercambia por más oportunidades criminales; los desarrolladores vieron esto como una forma de agregar misiones complejas en las que los jugadores pueden encontrar nuevas estrategias para completar. Junto con "Blood Money", se lanzó Quick Draw Club, una serie de cuatro pases que brindan a los jugadores recompensas y bonificaciones para ayudar en el juego; la primera recompensa es el atuendo de Dutch van der Linde, un personaje de un solo jugador. La compra de los cuatro pases otorgó a los jugadores acceso al Halloween Pass 2. Uno de los personajes agregados en Blood Money, el guitarrista "Bluewater" John, es interpretado por el músico Christone "Kingfish" Ingram; una canción original coescrita por Ingram, "Letter from Bluewater Man", fue lanzada como sencillo digital el 20 de agosto. Se agregó un nuevo modo, All Hallows' Call to Arms, para Halloween en octubre de 2021, que permite a los jugadores defender cuatro ubicaciones de elementos sobrenaturales de animales salvajes como un tren fantasma, junto con el regreso de Dead of Night y la adición del Pase de Halloween 2, que incluía 15 rangos que otorgaban varias recompensas con temas de Halloween. Las nevadas, la música y las decoraciones regresaron para Navidad en diciembre de 2021 junto con nuevos mapas y bonificaciones con temas navideños para moneda y niveles.
En julio de 2022, Rockstar anunció que "Red Dead Online" no recibiría más actualizaciones importantes, sino que se centraría en misiones más pequeñas y la expansión de los modos existentes a medida que se retiraban los recursos de desarrollo para centrarse en el el próxima entrada en la serie Grand Theft Auto. Se agregaron tres nuevas misiones de Hardcore Telegram en una actualización el 6 de septiembre de 2022. El contenido anterior de Halloween (All Hallows' Call to Arms, Dead of Night, Fear of the Dark y Halloween Pass 2) regresó en octubre de 2022, junto con una nueva misión Hardcore Telegram el 18 de octubre.

## Recepción
Red Dead Online recibió críticas en el lanzamiento por sus recompensas de moneda en el juego por actividades, y los jugadores se quejaron de que eran demasiado bajas para el costo de los bienes y las actualizaciones. Algunos jugadores calcularon que una sola barra de oro podría tardar aproximadamente ocho horas en ganarse en el juego. Rockstar acordó reequilibrar la economía del juego tras las quejas. Surgieron quejas similares sobre el duelo que tiene lugar en el juego; Rockstar solucionó estos problemas al hacer que la visibilidad del jugador dependiera de su proximidad y comportamiento. The Verge informó que varios usuarios que jugaban como personajes negros habían sido atacados por afligidos que se hacían pasar por clanes inspirados en el Ku Klux Klan o cazadores de esclavos que a menudo los llamaban insultos raciales.
Christian Just de GameStar sintió que Red Dead Online tenía la mayoría de las fortalezas del modo para un jugador, cumpliendo efectivamente su fantasía infantil de la vida de vaquero. Matt Martin de VG247 criticó algunos problemas de equilibrio, pero los atribuyó al estado beta y, en general, consideró que el juego era más divertido que Grand Theft Auto Online tanto desde el punto de vista técnico como del juego. Andrew Webster de The Verge encontró el modo battle royale de Red Dead Online más tenso que juegos como Fortnite debido a la menor cantidad de jugadores y al estilo de juego más lento. Official Xbox Magazine (OXM) nombró a King of the Castle como el mejor modo de juego. Heather Alexandra de Kotaku escribió que Red Dead Online era más "jugador" que su contraparte para un solo jugador, específicamente al ver las ciudades realistas transformadas en niveles de combate a muerte. Luke Reilly de IGN elogió las misiones cooperativas de la historia del juego, pero señaló que los modos jugador contra jugador a menudo tienen un desequilibrio de habilidades. John Saavedra de Den of Geek criticó la simplicidad de las misiones de la historia y escribió que las misiones de recorrido libre son una mejor manera de "romper la monotonía" de atravesar el mundo.
Red Dead Online fue nominado a Mejor juego multijugador en los Golden Joystick Awards de 2019. La empresa matriz de Rockstar Take-Two Interactive informó que el juego llegó a la cima de los jugadores en diciembre de 2019 tras el lanzamiento de la actualización "Moonshiners"; esto se superó en diciembre de 2020, cuando hubo más jugadores nuevos y recurrentes desde el lanzamiento de la versión beta del juego.

### Recepción posterior al lanzamiento
En marzo de 2019, Dave Meikleham de PlayStation Official Magazine – UK sintió que Red Dead Online había "tenido un comienzo prometedor" a pesar de los combates a muerte desequilibrados, y Chris Burke de OXM anhelaba más misiones en solitario. Jordan Oloman de Eurogamer agradeció las mejoras realizadas en mayo de 2019 y elogió la calidad de las misiones de la historia, pero sintió que los jugadores necesitaban más propósitos en el mundo. Después del lanzamiento de la actualización Frontier Pursuits en septiembre de 2019, Oloman descubrió que el juego era lo suficientemente divertido como para jugar en lugar de volver al modo para un jugador. Cass Marshall de Polygon escribió la actualización que agregó elementos que hicieron que el juego fuera divertido para jugar con amigos. Oloman de Eurogamer consideró que la actualización Moonshiners de diciembre de 2019 fue la mejor hasta la fecha y encontró que los nuevos personajes eran atractivos. Zack Zwiezen de Kotaku se hizo eco de este sentimiento y elogió la cantidad de contenido disponible. En enero de 2020, Edge identificó fallas significativas que se habían convertido en un elemento disuasorio para los nuevos jugadores, pero escribió "cuando funciona, el juego brinda una experiencia de juego de rol absorbente en una impresionante caja de arena".
En mayo de 2020, un grupo de empleados utilizó el juego para realizar reuniones de negocios en línea en lugar de Skype o Zoom; la inmersión en el mundo se citó como una característica atractiva, aunque se criticaron los problemas técnicos y el extenso tutorial para los nuevos empleados. Varios jugadores informaron haber jugado como refugio durante los bloqueos por COVID-19; los Rift Trails, un grupo de jinetes que organizaba paseos diarios por el mundo, creció a más de 2,500 miembros para 2022. En julio de 2020, varios jugadores vistieron a sus personajes como payasos para demostrar su disgusto por la falta de actualizaciones del juego. Zwiezen de Kotaku consideró la actualización de The Naturalist como "un paso atrás" de Moonshiners, pero descubrió que le hizo apreciar la naturaleza y los detalles. Marshall de Polygon calificó la actualización de "perfectamente bien", pero señaló que no logró que el juego "se sintiera significativamente diferente" como las variadas actualizaciones de "Grand Theft Auto Online". Escribiendo para NME, Oloman sintió que la actualización contradecía la naturaleza "despiadada" del juego y las tareas se habían vuelto repetitivas. Christopher Livingston, de PC Gamer, lo describió como "sorprendentemente decepcionante", citando su similitud con el papel de comerciante. Después de un parche lanzado en agosto de 2020, varios jugadores informaron fallas importantes que rompieron el juego; en respuesta, Rockstar revirtió el juego a una versión anterior.
Zwiezen de Kotaku consideró "decepcionante" la actualización de Halloween de octubre de 2020 debido a la falta de contenido memorable o significativo. Criticó la actualización de diciembre, percibiendo el favoritismo de Rockstar hacia Grand Theft Auto Online. La actualización recibió críticas similares de varios jugadores, quienes sintieron que carecía de contenido y recompensas. Por el contrario, Zwiezen consideró que las misiones en solitario de febrero de 2021 eran una mejora, ya que aliviaban las preocupaciones de tratar con otros jugadores. En marzo de 2021, Alex Avard de GamesRadar+ escribió que Red Dead Online podría "alcanzar su verdadero potencial" si continuaba aprovechando el impulso del año anterior, aunque señaló que el sistema de monetización se mantuvo desequilibrado. En julio, Marshall de Polygon sintió que Blood Money era adecuado para los jugadores habituales, pero señaló que la falta de actualizaciones periódicas era "frustrante" debido al potencial del juego. Rion Duncan de Screen Rant sintió que las misiones de Blood Money eran demasiado similares a misiones más extrañas, criticando la falta de juego preparatorio para los atracos como se ve en Grand Theft Auto Online. Otto Kratky de Digital Trends elogió Blood Money y escribió que, a diferencia de las actualizaciones anteriores, Rockstar estaba "finalmente apelando a esos clichés del Viejo Oeste" y poniendo el juego en la dirección correcta. En diciembre, Lauren Morton de PC Gamer expresó su decepción por la falta de actividad en comparación con otros proyectos de Rockstar a lo largo del año, aunque señaló que "sigue siendo tan expansivo y hermoso como siempre".
La actualización de enero de 2022 (recompensas adicionales para las misiones existentes) provocó una reacción violenta de los jugadores, ya que lo consideraron de "bajo esfuerzo" y describieron el juego como "muerto" debido a la falta de contenido nuevo; it se comparó con Grand Theft Auto Online, que recibió importantes actualizaciones a lo largo de 2021, mientras que Red Dead Online la actualización más reciente de Blood Money se consideró mediocre en comparación. Se produjo una campaña de fans en línea; el hashtag #SaveRedDeadOnline fue tendencia en Twitter, con más de 18,000 tweets. Cuando se lanzó un nuevo modo Grand Theft Auto Online sin anunciarlo, Zwiezen de Kotaku atribuyó en parte el silencio de Rockstar a la campaña de fans. Las publicaciones en las redes sociales de Rockstar recibieron respuestas en apoyo de la campaña, y, según los informes, algunos empleados recibieron spam con abuso. En mayo, el director ejecutivo de Take-Two, Strauss Zelnick, dijo que las empresas habían "escuchado la frustración". El 13 de julio, los jugadores organizaron un funeral en el juego por "Red Dead Online" para conmemorar un año desde la última actualización importante, y lamentar la decisión de Rockstar de retirar los recursos de desarrollo. Varios jugadores se reunían en los cementerios y cementerios del juego para tomar fotografías y beber alcohol. Stacey Henley de TheGamer se sintió decepcionada por la decisión de Rockstar, pero la consideró inevitable ya que el juego se vio "obligado a vivir a la sombra" de Grand Theft Auto Online; sintió que "nunca iba a ser" bueno y concluyó "un cierre real ... es todo lo que podemos pedir". Los jugadores y miembros de la comunidad criticaron a Rockstar por sus falsas promesas y oportunidades perdidas a pesar del éxito del juego en relación con los juegos que no son de Rockstar. Muchos jugadores y comunidades mantuvieron su compromiso de continuar con sus actividades a pesar de la falta de actualizaciones importantes.